# 나라쿠
나라쿠(ならく, 번안: 나락)는 일본의 만화·애니메이션 《이누야샤》의 등장 캐릭터이다. 한국어 더빙판 애니메이션에서는 나락으로 로컬라이징되었다. 애니메이션 성우는 모리카와 토시유키(일본판), 홍시호(한국판, 1~6기), 최낙윤(한국판, 완결편)이다.

## 소개
이누야샤에 등장하는 요괴이며 사실상 이누야샤와 키쿄우로 위장하여 서로 관계를 악화시키고 이간질하여서 불신하게 만든 장본인이다. 이누야샤의 철천지 원수이자 영원한 숙적으로 사혼의 구슬을 노리며 이누야샤와 카고메를 위협하고 있다.
한때는 원숭이 머리 가면을 쓰고 털가죽으로 육신을 가리고 나타났으며 이후로는 본모습으로 안면을 유지하며 행동한다.
사실 그의 정체는 50년 전 강도짓을 하였던 산적 오니구모의 영혼을 통해서 나타난 존재이다.

## 이누야샤와 키쿄우로의 위장
그는 이전에 이누야샤로 변신위장하고 사혼의 구슬을 가지고 이누야샤를 만나려는 키쿄우를 공격하여 부상을 입힌 적이 있다. 키쿄우는 그 이누야샤가 나라쿠가 위장한 것인 줄 모르고 진짜 이누야샤가 자신에게 부상을 입힌 것으로 인식하게 되었다.
그리고 이누야샤가 사혼의 구슬을 가지고 갈 때는 키쿄우로 위장하며 활을 쏘며 이누야샤를 봉인하였고 시신이 화장될 때 사혼의 구슬을 품 안에 안으며 빠져나갔다. 이 때 이누야샤는 그 키쿄우가 나라쿠가 위장한 것인 줄 모르고 진짜 키쿄우가 자신을 봉인했던 것으로 오해하게 되었다.
그러나 두 사람 모두 자기들은 그런 적이 없다고 부인하였고, 그 두 사람이 서로 오해가 있다는 것을 알게 된 것은 우라스에라는 요괴가 카고메의 혼을 키쿄우의 시신에다가 주입하여서 키쿄우가 부활하게 되었을 때부터 밝혀지게 되었다.

## 이누야샤와 카고메의 영원한 숙적
이누야샤에게 있어서는 사실상 영원한 숙적이기도 하다. 사혼의 구슬을 노리는 목적으로 지네요괴를 현대시대로 보내서 카고메를 전국시대로 이끌어냄과 동시에 우라스에라는 요괴를 통해서 카고메의 혼을 빼내어 죽은 키쿄우의 시신에 주입을 시켜서 이누야샤와 키쿄우 사이에 서로 갈등을 조장하게 하였고, 이전엔 키쿄우에게 이누야샤의 모습으로 위장하여 어깨를 손톱으로 할퀴는 부상을 입히고, 반대로 키쿄우의 모습으로 위장하여 이누야샤를 화살로 쏴서 봉인하게 하였다. 이누야샤의 이복형인 셋쇼마루를 끌어들여서 이누야샤와 이간질하는데 기여하였으며 산고에게 오해를 씌워서 자신이 퇴치사 마을사람들을 죽였던 것을 이누야샤가 죽인 것으로 오해시켜 둘 사이에 적대관계를 조장하는 등 악행도 여러가지이다.
카고메와도 사실상 숙적에 속하는데 과거 카고메의 전생이었던 키쿄우를 이누야샤로 위장하여 손톱으로 할퀴어 부상을 입힌 적이 있고 그 외에도 여러 무녀들을 죽여왔던 전적이 있는데 키쿄우의 환생인 카고메가 이누야샤와 더불어 자신에게 맞서고있고 이누야샤 일행 중 사혼의 구슬을 볼 수 있는 능력이 있기 때문에 사혼의 구슬을 노리고 한때 카고메를 제거하려고도 하였지만 끈질기게 살아남으면서 가장 두려워하는 존재가 되었다.

### 나라쿠가 저지른 악행들
- 이누야샤와 키쿄우 사이를 서로 이간질하여 갈등과 오해관계로 만들었다. 키쿄우를 위해 인간이 되겠다고 다짐한 이누야샤로 위장하여 키쿄우의 어깨에 부상을 입히고 사혼을 구슬을 가져가게 된다. 이 때 키쿄우는 그가 진짜 이누야샤라고 생각하며 증오하게 된다.
- 또 한편으로는 키쿄우로 위장하여 사혼의 구슬을 가지고가는 이누야샤를 향해 활을 쏘아서 이누야샤를 봉인하게 되고 사혼의 구슬을 가지게 되나 키쿄우가 사혼의 구슬을 품고 화장되면서 그녀의 영혼은 평범한 중학생 히구라시 카고메로 환생한다.
- 미로쿠의 할아버지대부터 대대로 풍혈의 저주를 심어서 미로쿠와 불구대천의 원수를 맺게 된다.
- 산고의 아버지와 퇴치사들을 몰살하고 남동생 코하쿠를 세뇌하여 조종하면서 이 같은 짓이 이누야샤의 짓이라고 헛소문을 내며 산고와 이누야샤를 서로 싸우게 만든다.
- 이누야샤와 불편한 관계에 있는 셋쇼마루와 결탁하여 함께 이누야샤를 제거하자고도 하였다. 그러나 이 둘은 나중에는 서로 적대관계로 바뀌게 된다.

## 나라쿠의 일행
- 나라쿠 {성우 : (한)홍시호 (한, 이누야샤 완결편)최낙윤 (일)모리카와 토시유키}

과거에 이누야샤와 키쿄우를 이간질한 장본인이다. 키쿄우를 좋아했던 도적 오니구모의 영혼을 기반으로 여러 마리의 요괴들이 뭉쳐 탄생한 반요이며, 겉모습이 일정하지 않고 다른 모습으로 얼마든지 변신할 수 있다. 쉽게 죽지 않고 자신의 몸에서 분신을 떼어내 부하로 삼는다. 사혼의 구슬조각을 이용해 요괴와 사람을 부려먹기도 한다. 꼭두각시나 다른 요괴를 이용해서 싸우고 자신이 직접 싸우는 경우는 거의 없으며, 싸울 때는 독기와 독충 등으로 공격한다. 이누야샤 최대의 적이자 모두의 적으로 상당히 교활하다. 절대악의 상징. 후에 히구라시 카고메의 파마의 화살로 정화된다.
- 칸나 {성우 : (한)오주연 (한, 이누야샤 완결편)김민정 (일)유카나}

나라쿠의 첫 번째 분신이다. 어려 보이지만 카구라의 언니이다. 총기가 없는 검은 눈동자와 하얀 옷을 입고 있다. 감정을 표현하지 못한다. 칸나의 거울은 혼을 빼앗는 능력과 공격을 되돌리는 능력을 지니고 있다. 이 점을 놓고 보면 카구라 이상의 강적이다. 나라쿠를 배신할 수 없었지만 나라쿠를 제거할 단서를 카고메에게 말하고 죽는다.
- 카구라 {성우 : (한)소연 (한, 이누야샤 완결편)이명희 (일)오오가미 이즈미}

나라쿠의 두 번째 분신이다. 카구라의 심장은 나락에게 있어 마음대로 행동하지 못한다. 바람과 부채를 자유롭게 사용한다. 풍인의 춤, 주검의 춤, 용사의 춤 등의 능력이 있다. 깃털을 타고 자유롭게 날아다닌다. 진정한 자유를 얻기 위해 나락을 배신했지만 나락에게 죽게 된다. 셋쇼마루에게 마음이 있었다. 한국어 더빙판 애니메이션에서는 카라로 로컬라이징되었다.
- 고신키 {성우 : (한)엄상현, (일)사토 마사하루}

나라쿠의 세 번째 분신이다. 겉모습은 큰 덩치를 가진 괴물이나 덩치에 어울리지 않게 스피드가 빠르고, 인간의 마음을 읽는 능력이 있으며, 상대방의 공격패턴을 미리 알아내어 이를 피하고 방어하거나 역이용하는 특기가 있다. 하지만 철쇄아의 봉인해제로 완전한 요괴로 각성한 이누야샤에 의해 참패하여 비참한 최후를 맞이한다. 죽은 후 그의 이빨은 투귀신의 재료가 된다.
- 쥬로 & 카로 (쥬로마루 & 카게로마루) {성우 : (한)장광, (일)야마자키 타쿠미}

나라쿠의 네 번째 분신과 다섯 번째 분신이다. 보통 인간처럼 생긴 쥬로 몸 안에 카로가 들어가있다. 쥬로는 빠른 공격을 취하는 편이나, 카로는 양팔에 달린 날카로운 무기로 잔인한 공격을 취하는 편이다.
- 갓난아기 {성우 : (한)이주연, (한, 이누야샤 완결편)이미나, (일)코바야시 아이}

백령산에서 태어난 나라쿠의 다섯 번째 분신으로, 요람에 싸인 갓난아기의 모습을 하고 있으며 나라쿠의 심장 역할을 하는 존재였다. 갓난아기라는 특성 때문에 항상 카구라와 함께 행동을 같이 했으나 나중에는 하쿠도시에게 자리를 잡았다. 이름은 지어지지 않았다.
- 하쿠도시 {성우 : (한)이주연, (한, 이누야샤 완결편)이미나, (일)코바야시 아이}

나라쿠의 다섯 번째 분신인 갓난아기가 둘로 분할되면서 오른쪽 절반에서 태어난 요괴로, 자신은 나라쿠의 사생아라고 자칭하고 있다. 언월도를 사용하며 타인을 조종하는 능력을 가졌으며 나라쿠와 매우 판박이 격인 인물이다. 거대한 말 요괴(요마:염제)를 타고 다닌다.
- 모료마루 {성우 : (한, 이누야샤 완결편)심정민, (일)테라소마 마사키}

하쿠도시에 의해 탄생한 요괴이다. 원래는 자아능력(自我能力)이 없는 상태였으나 칸나가 갓난아기를 투입시키면서 자아가 생겨났다. 다른 요괴가 접촉하면 흡수할 수 있는 능력이 있다.
- 몽환의 바쿠야 (몽환의 뱌쿠야) {성우 : (한)박서진, (일)마도노 미츠아키}

나라쿠의 여섯 번째 분신이다. 커다란 종이학을 타고 다닌다. 마지막엔 나라쿠의 몸에서 이누야샤의 명도잔월파 기술을 베껴 히구라시 카고메를 벤 뒤 이누야샤의 명도잔월파에 의해서 최후를 맞는다.